# 2102-es mellékút (Magyarország)
A 2102-es számú mellékút egy négy számjegyű mellékút az észak-pesti agglomerációban. Első néhány kilométere még Budapest területén húzódik, túlnyomó része azonban Pest vármegyei településeket köt össze, átszelve a Gödöllői-dombságot is.

## Nyomvonala
A 2-es főútból ágazik ki, Budapest IV. kerületében, Újpest városrész déli részén; első szakaszának neve Árpád út. Híddal keresztezi a szobi vasútvonalat és átlép a XV. kerületbe, a neve itt egy szakaszon Illyés Gyula utca. Eddig az út jobbára keleti-délkeleti irányt követett, de rövidesen északkelet felé fordul: neve ettől fogva Régi Fóti út.
Ezen a szakaszán keresztezi a Szilas-patakot (ami után Külső Fóti út lesz a neve), majd közvetlenül a főváros határa előtt a Csömöri-patakot is. Utána egy bonyolult geometriájú csomópont-rendszerrel keresztezi az M0-s autóutat, kevéssel annak 69-es kilométere után; a forgalom könnyebb áramlását egy, az út alatt különszintű elhelyezéssel kialakított, 21 618-as útszámozású körforgalom biztosítja, mivel az M0-s le- és felhajtó ágai ebbe csatlakoznak bele.
Kilencedik kilométerénél elhalad a Fótliget lakópark mellett, majd 11. kilométerénél beér Fót történelmi központjába; a neve itt Károlyi István utca. Keresztezi a Mogyoródi-patakot, majd néhány száz méteres szakaszon közös szakasza következik a 2101-es úttal (Kossuth Lajos utca néven), egymással ellentétes irányban számozódva. Előbb azt a pontot éri el, ahonnan a 2101-es kiágazik kelet felé, majd körülbelül 400 méter után azt, ahol szétválnak. A szétválási pont kevéssel a 2102-es út 12. kilométere előtt van, az út észak-északkeleti irányban indul innen tovább, Dózsa György utca néven.
A 12+600-as kilométerszelvénye közelében keresztezi az út a vácrátóti vasutat, neve innen Szabó Dezső út, iránya pedig egy darabig majdnem északi lesz. Nem sokkal arrébb beletorkollik a 21 101-es számú mellékút, 5,5 kilométer megtétele után; elhalad Fótfürdő megállóhely mellett, majd 14. kilométere után pár méterrel ismét keresztezi a vasutat. Azzal együtt keleti irányba fordul, majd a 16+100-as kilométerszelvényénél újból keresztezik egymást. Itt található a vasút Csomád vasútállomása; az oda vezető út nem sokkal a 16+400-as kilométerszelvénye előtt ágazik ki az útból déli irányban, 21 307-es számozással. Nagyjából 16,5 kilométer megtétele után lép ki az út Fót területéről: méterekre tőle található Fót, Mogyoród és Csomád hármashatára, kis szakaszon mogyoródi területen halad, majd Csomádra lép át.
17-es kilométerénél halad el Csomád Lescsina településrésze mellett, majd 18 kilométer után éri el a településközpont házait; itt egy ideje már Csomád és Veresegyház határvonalán húzódik, csomádi neve József Attila utca. Alig 400 méter után az addigi észak-északkeleti irányától elfordulva keletnek indul és Veresegyház területére lép, itt a helyi neve Csomádi út lesz, a Csomád központja felé vezető folytatása pedig 2103-as számú útként számozódik tovább. Az út a 20. kilométerénél éri el Veresegyház Csonkás nevű településrészét, majd 22,5 kilométerénél, a város központjában keresztezi a 2104-es utat, amely itt kevéssel 17. kilométere után jár.
Neve az előbbi kereszteződéstől kezdve Andrássy út, ezen a néven keresztezi ismét a vácrátóti vasutat, 23+500-as kilométerszelvénye közelében. A keresztezés után rögtön átlép Erdőkertes területére, rövidesen elhalad Erdőkertes megállóhely mellett, a neve itt már Fő út. A településen egy darabig északkelet felé halad, majd délkelet felé fordul, végül a település keleti végén ismét északkeletnek fordulva lép ki Erdőkertesről és lép át Vácegres területére. 28. kilométerénél keresztezi az Egres-patakot, 30 kilométernél éri el Vácegres központját, majd 32-nél átlép Galgamácsára. Ez az utolsó települése, melynek keleti szélén a 2108-as útba torkollik, annak 49+600-as kilométerszelvénye közelében. Galgamácsán még kiágazik belőle északnyugat felé a 21 122-es mellékút – ez biztosít összeköttetést a 2105-ös és a 2102-es utak között.

## Története
1934-ben a kereskedelem- és közlekedésügyi miniszter 70 846/1934. számú rendelete az Újpest és Fót közötti szakaszát harmadrendű főúttá nyilvánította, 201-es útszámmal. Folytatása akkor még – úgy tűnik – mellékútként sem épült ki, legfeljebb Csomádig.
Egy dátum nélküli, feltehetőleg 1950 körül készült térkép másodrendű főútként tünteti fel, 26-os útszámmal.

## Érdekességek
- Az út Fót és Csomád közti vasúti keresztezésénél vették fel A kenguru című, 1975-ös játékfilm egyes jeleneteit.